# 208 Lacrimosa
208 Lacrimosa је астероид главног астероидног појаса. Приближан пречник астероида је 41,33 km,
а средња удаљеност астероида од Сунца износи 2,892 астрономских јединица (АЈ).
Инклинација (нагиб) орбите у односу на раван еклиптике је 1,748 степени, а орбитални период износи 1796,934 дана (4,919 године). Ексцентрицитет орбите астероида износи 0,015.
Апсолутна магнитуда астероида износи 8,96 а геометријски албедо 0,269.
Астероид је откривен 21. октобра 1879. године.